# جيم بنتلي
جيم بنتلي (بالإنجليزية: Jim Bentley)‏ (11 يونيو 1976 في المملكة المتحدة - ) هو مدرب كرة قدم ولاعب كرة قدم بريطاني في مركز الدفاع. لعب مع مانشستر سيتي ونادي تلفورد يونايتد ونادي موركامب.

## وصلات خارجية
- جيم بنتلي على موقع قاعدة بيانات كرة القدم.إي يو (الإنجليزية)
- جيم بنتلي على موقع Soccerbase.com (لاعب) (الإنجليزية)